# Mu (zen)

Tecknet 無 skriven i kursiv stil

Tecknet 無 skriven i sigillskrift

Mu (japanska; kinesiska: wu) (無) är ett ord inom zen-/chanbuddhismen vars bokstavliga betydelse är "att inta ha", "utan".

## Historik
Termen myntades inom xuanxueskolan av kinesisk filosofi, som baserat termen på en tolknig av Daode jing ("Vägen och dess makt"), en daoistisk skrift tillskriven Laozi. De tolkade termen på två sätt, antingen som "ickeexistensen" eller som "intet". Den sistnämnda definitionen syftade till källan av dao och den grundläggande naturen hos all existens. Termen anammades senare av kinesiska buddhister.

## Användning inom chan/zen
Mu är ett möjligt svar på en fråga som egentligen inte kan besvaras med "ja" eller "nej".
Det ursprungliga mu-koanet lär komma från att en munk frågade den kinesiska zenmästaren Zhaozhou (även känd som Jōshū eller Joshu): "Har en hund buddhanatur?" Zhaozhou svarade: Wú, vilket på japanska kom att skrivas mu. I dagligt språk betyder stavelsen vanligen "nej", "inte" eller "icke-existerande", men svaret ska inte tolkas som "nej" rakt av. Bakgrunden är att en del tidigare buddhister menat att djur såsom hundar hade Buddha-natur, och andra att de inte hade det. En annan tolkning bygger på att stavelsen wú på kinesiska liknar en hunds skällande, och möjligen svarade Zhaozhou på frågan genom att imitera en hund, genom att så att säga vara hunden. Många klassiska koan-svar bygger på att drastiskt byta perspektiv, istället för att hitta ett logiskt eller lingvistiskt svar på frågan.
Enligt Barbara O'Brien är det självklara svaret på frågan om hundar har buddhanatur ja, då mahayana anser att alla varelser har buddhanatur, inte bara människor. Hon menar att anledningen till att munken svarade "mu" istället för "ja" var att munken försökte få sin samtalspartner att ifrågasätta sin ensidiga syn på existensen/varandet.
Ett exempel som ofta används för att illustrera är frågan: -Har du slutat slå din fru? Den som aldrig slagit sin fru kan inte besvara frågan med ett "ja" eller "nej", utan att samtidigt påstå att man någon gång slagit frun. Det enda möjliga svaret är därför mu.
En kinesisk chanmästare vid namn Mumon skrev under 1200-talet en dikt bestående av enbart mu, upprepat tjugo gånger.